# Tusikoleta Nkalankete
Tusikoleta " Tex" Nkalankete est un boxeur franco-congolais né le 3 mars 1958 à Léopoldville au Congo belge (actuellement, République démocratique du Congo).

## Carrière
Passé professionnel en 1979, il est champion de France des super-légers entre 1982 et 1986 (en s'imposant entre autres face à Tony Vivarelli) puis devient champion d'Europe EBU le 6 février 1987 en battant le britannique Tony Laing par arrêt de l'arbitre à la 9e reprise. Il conserve à trois reprises sa ceinture avant d'être à son tour battu aux points par l'italien Efrem Calamati le 25 janvier 1989. Nkalankete met un terme à sa carrière en 1994 après une dernière défaite en championnat d'Europe contre Gary Jacobs.